# Syneora mundifera
Espèce
Syneora mundifera est une espèce de lépidoptères (papillons) de la famille des Geometridae. Elle est endémique d'Australie.